# 胡托爾

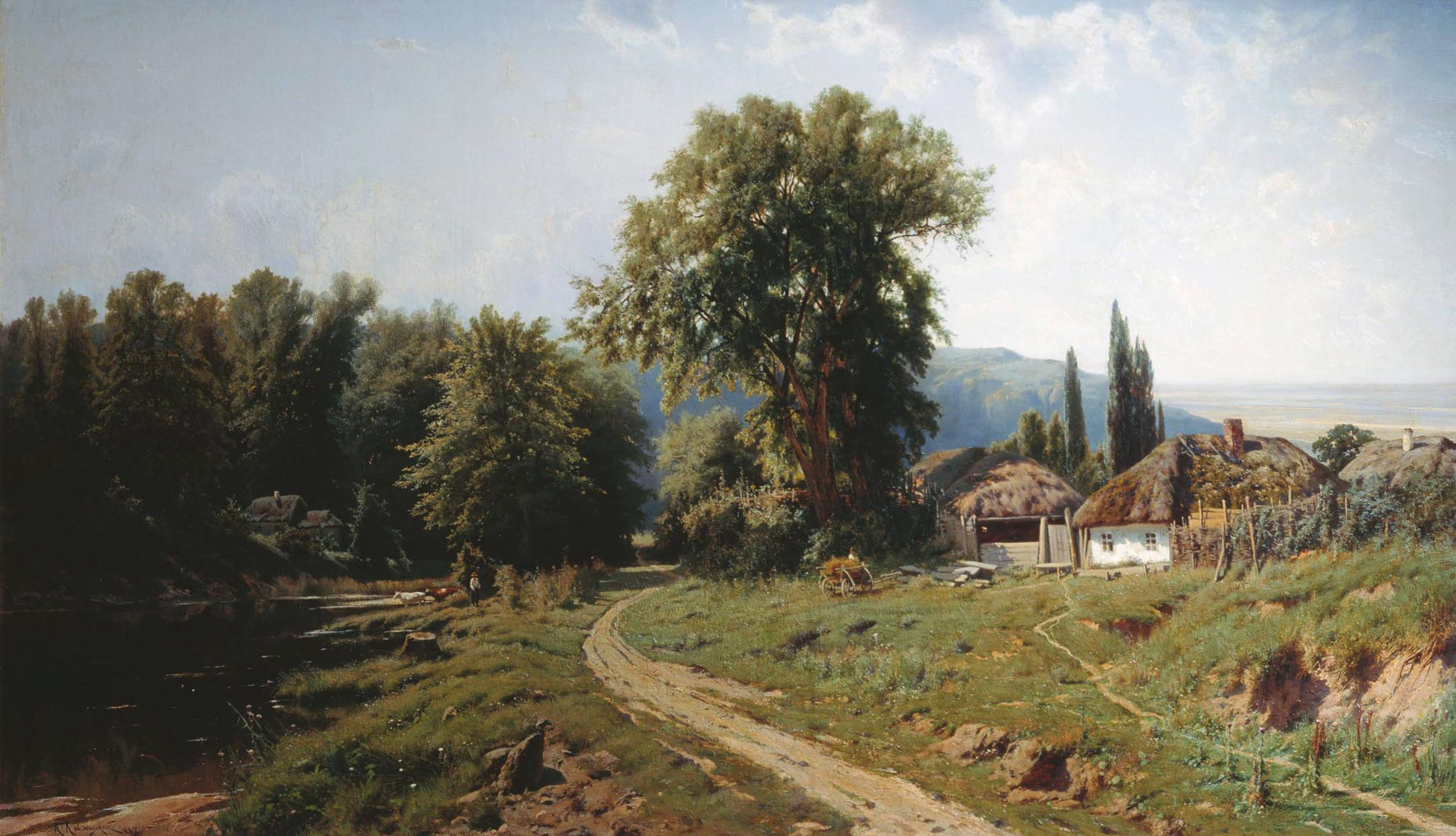
《小俄羅斯的胡蒂尔》——康斯坦丁·克雷日茨基，1884年

胡托爾（羅馬化：khutor），或胡蒂尔（羅馬化：khutir），是指东欧一些国家的一种农村地区，主要是指单一的農戶定居点，或小村。
他们存在于哥薩克定居的土地上，包括今天的乌克兰、库班和頓河流域下游，而在庫班和顿河地区，胡托爾一词也被用来描述脱离哥薩克村的新定居点。在一些哥薩克社区，这些类型的定居点也称为鄉村居民點（俄语：посёлок）。但胡托尔仍然是这些地区的许多俄罗斯村庄的官方地位。

## 詞源
这个词的起源尚不完全清楚，估計是从匈牙利语借来（匈牙利語：határ，直譯“边界”）。
根据马克斯·法斯默（Max Fassmer）的说法，这个词是从古上部德語帶入东斯拉夫语言。

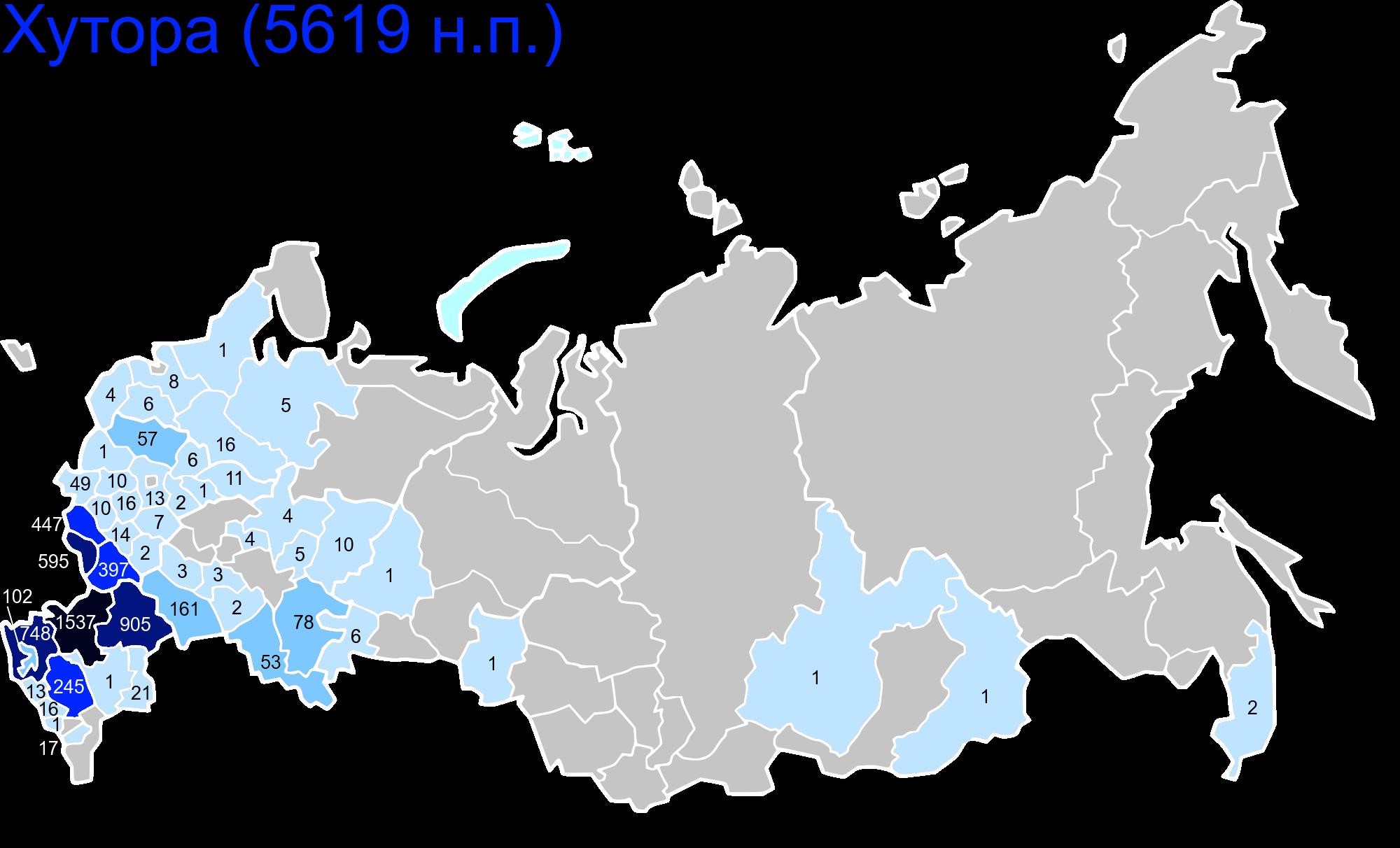
俄罗斯各地区的胡托爾數目